# Драфт НБА 1974
Драфт НБА 1974 року відбувся 28 травня. 18 команд Національної баскетбольної асоціації (НБА) по черзі вибирали найкращих випускників коледжів, а також інших кандидатів, офіційно зареєстрованих для участі в драфті, зокрема іноземців. Перші два права вибору належали командам, які посіли останні місця у своїх конференціях, а їхній порядок визначало підкидання монети. Портленд Трейл-Блейзерс виграли підкидання монети і отримали перший загальний драфт-пік, а Філадельфія Севенті-Сіксерс - другий. Решту драфт-піків першого раунду команди дістали у зворотньому порядку до їхнього співвідношення перемог до поразок у сезоні 1973–1974. Перед драфтом Кепітал Буллетс перейменовано на Вашингтон Буллетс. Команда розширення Нью-Орлінс Джаз вперше взяла участь у драфті і їй дали право десятого вибору в кожному раунді. Гравець, який завершував четвертий рік у коледжі отримував право на участь у драфті. Перед драфтом 20 гравців, які завершили менш як чотири роки навчання, оголосили такими, що можуть бути вибрані на драфті за правилом "hardship". Ці гравці подали заяви і надали докази свого важкого фінансового становища, що дало їм право заробляти собі гроші, розпочавши професійну кар'єру раніше. Драфт складався з 10-ти раундів, на яких вибирали 178 гравців.

## Нотатки щодо виборів на драфті і кар'єр деяких гравців

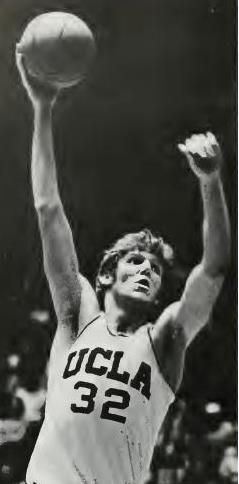
Портленд Трейл-Блейзерс вибрав Білла Волтона під першим загальним номером.

Портленд Трейл-Блейзерс під першим загальним номером вибрав Білла Волтона з Каліфорнійського Університету в Лос-Анджелесі. Голден-Стейт Ворріорс під 11-м загальним номером вибрав Джамала Вілкса (тоді відомого як Кіт Вілкс) з Каліфорнійського Університету в Лос-Анджелесі, який у тому сезоні виграв звання новачка року. Волтона, Вілкса і 40-й драфт-пік Джордж Гервіна введено в Залу слави. Крім того і Волтон і Гервін увійшли до списку 50 найвизначніших гравців в історії НБА, оголошеного 1996 року до 50-річчя ліги. У сезоні 1976-1977  Волтон став чемпіоном НБА, а також найціннішим гравцем Фіналу НБА в складі Блейзерс. Згодом у сезоні 1985-1986 виграв ще один титул чемпіона в складі Бостон Селтікс. Під час того сезону він також виграв звання найкращого шостого гравця. Серед інших досягнень Волтона: одне звання найціннішого гравця в сезоні 1977–1978, два потрапляння до складу Збірної всіх зірок і п'ять разів участь у Матчі всіх зірок.

## Драфт

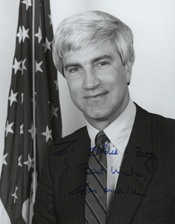
Баффало Брейвз обрали Тома Макміллена під 9-м загальним номером.

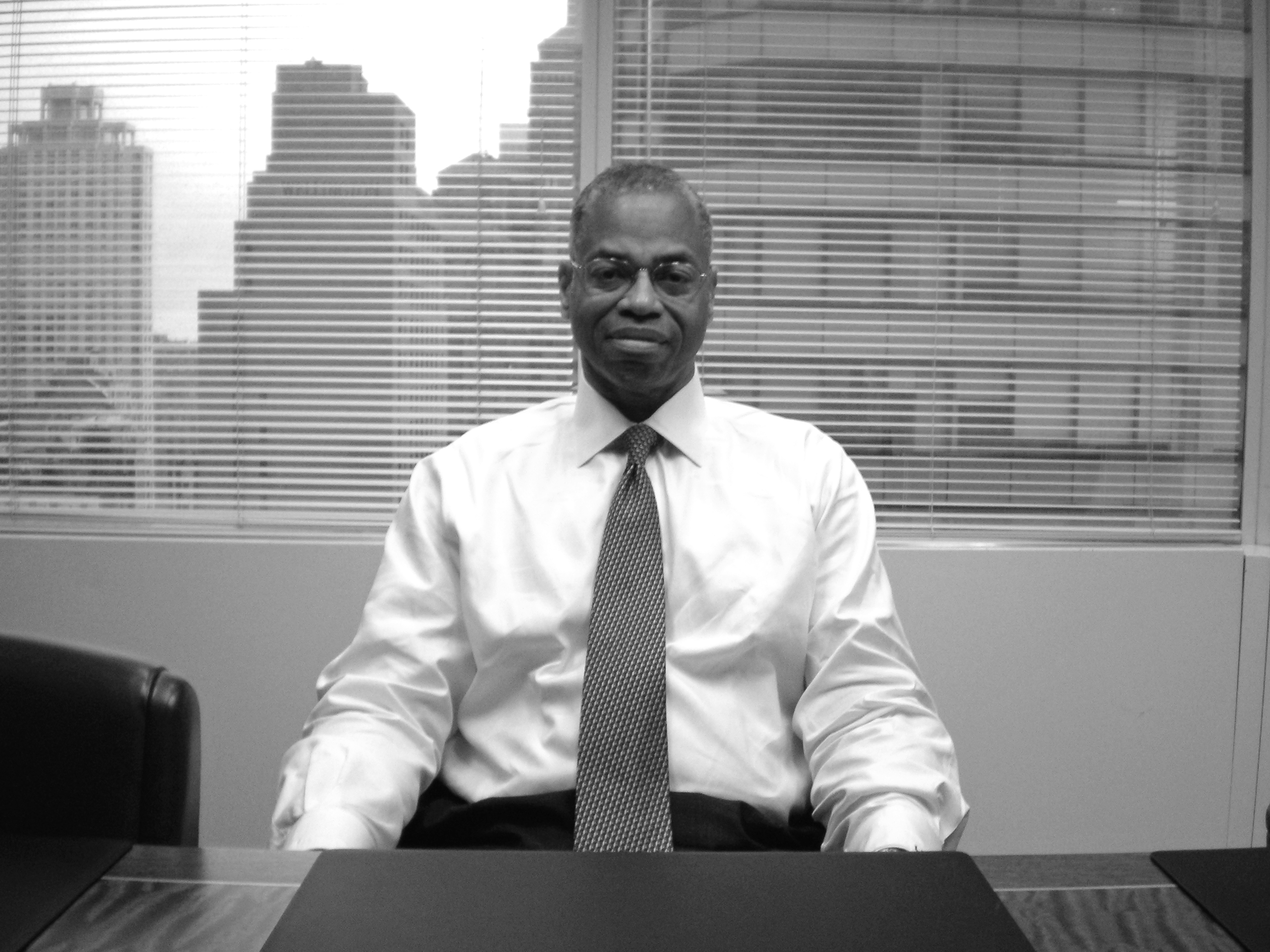
Вашингтон Буллетс обрали Лена Елмора під 13-м загальним номером.

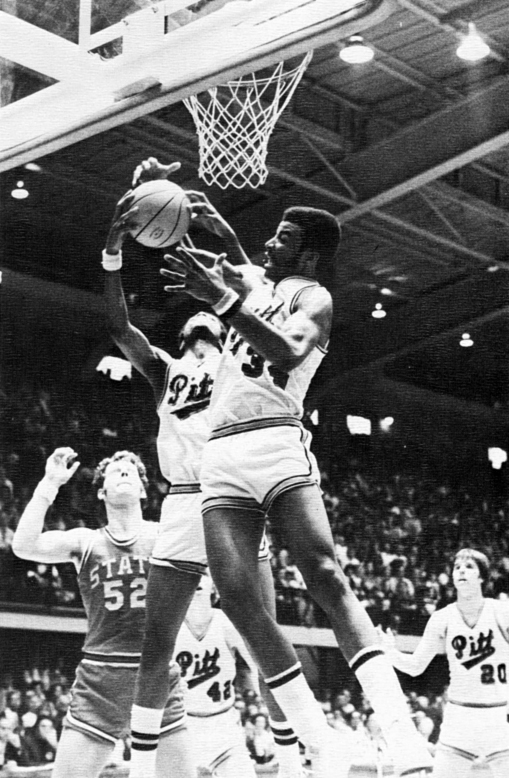
Лос-Анджелес Лейкерс вибрали Біллі Найта (в центрі) під 21-м загальним номером.

| Поз.    | G        | F       | C         |
| Позиція | Захисник | Форвард | Центровий |

| ^ | Позначає гравців, обраних у Баскетбольну залу слави Нейсміта                                                        |
| * | Позначає гравців, які взяли участь принаймні в одній грі матчу всіх зірок НБА і потрапили до Збірної всіх зірок НБА |
| + | Позначає гравців, які взяли участь принаймні в одній грі матчу всіх зірок НБА                                       |
| # | Позначає гравців, які жодного разу не грали в регулярному сезоні НБА або плей-оф                                    |

| Раунд | Вибір | Гравець                       | Поз. | Громадянство | Команда НБА                                                | Коледж/Клуб                  |
| ----- | ----- | ----------------------------- | ---- | ------------ | ---------------------------------------------------------- | ---------------------------- |
| 1     | 1     | Білл Волтон^                  | F/C  | США          | Портленд Трейл-Блейзерс                                    | УКЛА (Ср.)                   |
| 1     | 2     | Марвін Барнс                  | F/C  | США          | Філадельфія Севенті-Сіксерс                                | Провіденс (Ср.)              |
| 1     | 3     | Томмі Берлесон                | C    | США          | Сіетл Суперсонікс (від Клівленд)[a]                        | НК Стейт (Ср.)               |
| 1     | 4     | Джон Шумейт                   | F/C  | США          | Фінікс Санз                                                | Нотр-Дам (Ср.)1[›]           |
| 1     | 5     | Боббі Джонс+                  | F    | США          | Х'юстон Рокетс                                             | Північна Кароліна (Ср.)      |
| 1     | 6     | Скотт Ведмен+                 | G/F  | США          | Канзас-Сіті-Омаха Кінгс                                    | Колорадо (Ср.)               |
| 1     | 7     | Том Гендерсон                 | G    | США          | Атланта Гокс                                               | Гаваї (Ср.)                  |
| 1     | 8     | Кемпі Расселл+                | F    | США          | Клівленд Кавальєрс (від Сіетл)[a]                          | Мічиган (Дж.)                |
| 1     | 9     | Том Макміллен                 | F/C  | США          | Баффало Брейвз                                             | Меріленд (Ср.)               |
| 1     | 10    | Майк Соджорнер                | F/C  | США          | Атланта Гокс (від Нью-Орлінс)[b]                           | Юта (Соф.)                   |
| 1     | 11    | Кіт Вілкс^ (Джамал Вілкс)1[›] | G/F  | США          | Голден-Стейт Ворріорс                                      | УКЛА (Ср.)                   |
| 1     | 12    | Браян Вінтерс+                | G/F  | США          | Лос-Анджелес Лейкерс                                       | Південна Кароліна (Ср.)      |
| 1     | 13    | Лен Елмор                     | F/C  | США          | Вашингтон Буллетс                                          | Меріленд (Ср.)               |
| 1     | 14    | Моріс Лукас*                  | F/C  | США          | Чикаго Буллз (від Нью-Йорк)[c]                             | Маркетт (Дж.)                |
| 1     | 15    | Ел Ебергард                   | F    | США          | Детройт Пістонс                                            | Міссурі (Ср.)                |
| 1     | 16    | Кліфф Пондекстер              | F/C  | США          | Чикаго Буллз                                               | Лонг-Біч Стейт (Фр.)         |
| 1     | 17    | Гленн Макдональд              | G/F  | США          | Бостон Селтікс                                             | Лонг-Біч Стейт (Ср.)         |
| 1     | 18    | Гарі Брокоу                   | G    | США          | Мілвокі Бакс                                               | Нотр-Дам (Дж.)               |
| 2     | 19    | Дон Сміт                      | G    | США          | Філадельфія Севенті-Сіксерс                                | Дейтон (Ср.)                 |
| 2     | 20    | Ян ван Бреда Кольфф           | G/F  | США          | Портленд Трейл-Блейзерс                                    | Вандербілт (Ср.)             |
| 2     | 21    | Біллі Найт+                   | G/F  | США          | Лос-Анджелес Лейкерс (від Клівленд)[d]                     | Піттсбург (Ср.)              |
| 2     | 22    | Трак Робінсон*                | F/C  | США          | Вашингтон Буллетс (від Фінікс через Лос-Анджелес)[e]       | Теннессі Стейт (Ср.)         |
| 2     | 23    | Гас Бейлі                     | G/F  | США          | Х'юстон Рокетс                                             | Texas-El Paso (Ср.)          |
| 2     | 24    | Лен Космалскі                 | C    | США          | Канзас-Сіті-Омаха Кінгс                                    | Теннессі (Ср.)               |
| 2     | 25    | Джон Дру+                     | G/F  | США          | Атланта Гокс                                               | Гарднер-Вебб (Дж.)           |
| 2     | 26    | Леонард Грей                  | F    | США          | Сіетл Суперсонікс                                          | Лонг-Біч Стейт (Ср.)         |
| 2     | 27    | Леон Бенбоу                   | G    | США          | Чикаго Буллз (від Баффало)[f]                              | Джексонвілл (Ср.)            |
| 2     | 28    | Аарон Джеймс                  | F    | США          | Нью-Орлінс Джаз                                            | Grambling (Ср.)              |
| 2     | 29    | Філ Сміт*                     | G    | США          | Голден-Стейт Ворріорс                                      | Сан-Франциско (Ср.)          |
| 2     | 30    | Денніс Дювал                  | G    | США          | Вашингтон Буллетс                                          | Сірак'юс (Ср.)               |
| 2     | 31    | Фред Сондерс                  | F    | США          | Фінікс Санз (від Лос-Анджелес)[g]                          | Сірак'юс (Ср.)               |
| 2     | 32    | Джессі Дарк                   | G    | США          | Нью-Йорк Нікс                                              | Virginia Commonwealth (Ср.)  |
| 2     | 33    | Ерік Мані                     | G    | США          | Детройт Пістонс                                            | Аризона (Соф.)               |
| 2     | 34    | Філ Лампкін                   | G    | США          | Портленд Трейл-Блейзерс (від Чикаго)[h]                    | Miami (Ohio) (Ср.)           |
| 2     | 35    | Кевін Стейком                 | G    | США          | Бостон Селтікс                                             | Провіденс (Ср.)              |
| 2     | 36    | Рубін Коллінс#                | G    | США          | Портленд Трейл-Блейзерс (від Мілвокі через Філадельфія)[i] | Maryland-Eastern Shore (Дж.) |

## Інші вибори
Цих гравців на драфті НБА 1985 вибрали після другого раунду, але вони зіграли в НБА принаймні одну гру.

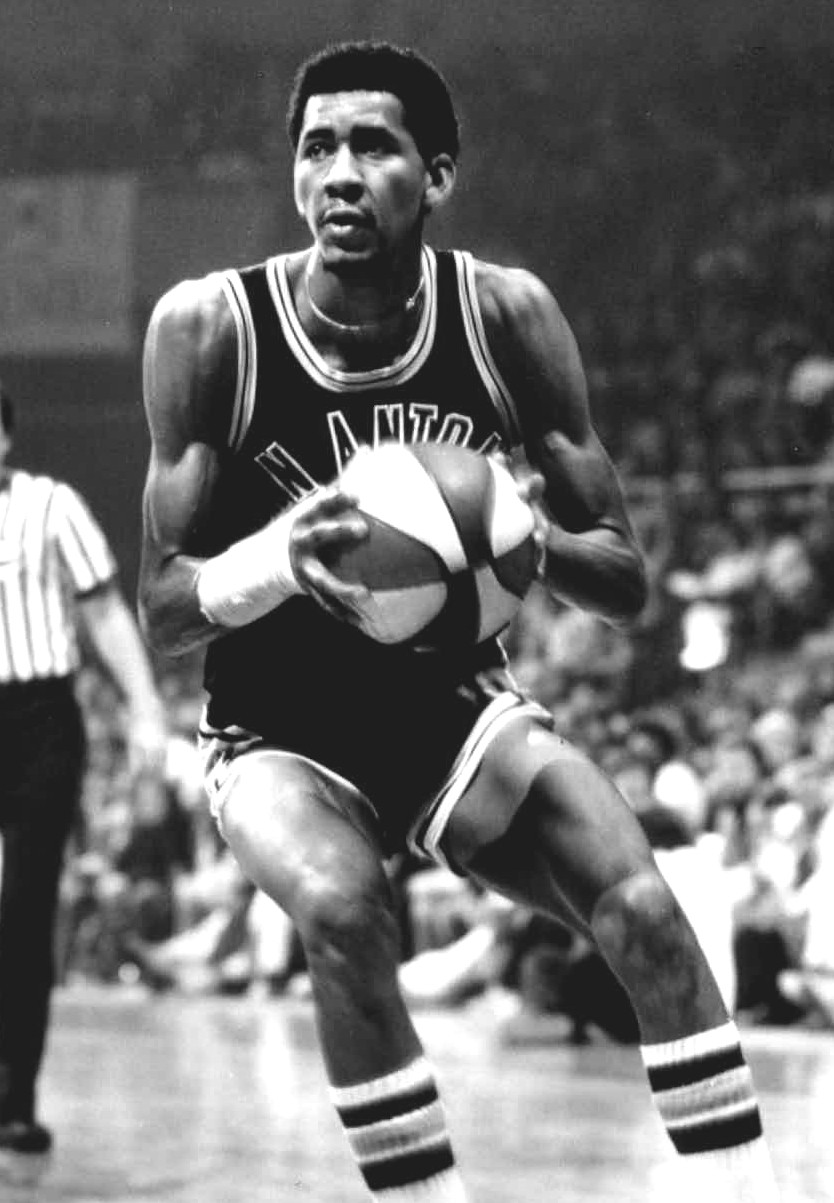
Фінікс Санз вибрали Джорджа Гервіна під 40-м загальним номером.

| Раунд | Вибір | Гравець          | Поз. | Громадянство | Команда НБА                                                  | Коледж/Клуб                   |
| ----- | ----- | ---------------- | ---- | ------------ | ------------------------------------------------------------ | ----------------------------- |
| 3     | 37    | Коніел Норман    | G    | США          | Філадельфія Севенті-Сіксерс                                  | Аризона (Соф.)                |
| 3     | 38    | Футс Вокер       | G    | США          | Клівленд Кавальєрс (від Портленд)[j]                         | West Georgia (Ср.)            |
| 3     | 39    | Кевін Рестані    | F/C  | США          | Клівленд Кавальєрс                                           | Сан-Франциско (Ср.)           |
| 3     | 40    | Джордж Гервін^   | G/F  | США          | Фінікс Санз                                                  | Virginia Squires (ABA)        |
| 3     | 42    | Гарві Кетчінгс   | F/C  | США          | Філадельфія Севенті-Сіксерс (від Канзас-Сіті-Омаха Кінгс)[k] | Hardin–Simmons (Ср.)          |
| 3     | 43    | Даррелл Елстон   | G    | США          | Атланта Гокс                                                 | Північна Кароліна (Ср.)       |
| 3     | 44    | Талвін Скіннер   | G/F  | США          | Сіетл Суперсонікс                                            | Maryland-Eastern Shore (Ср.)  |
| 3     | 45    | Кім Г'юз         | C    | США          | Баффало Брейвз                                               | Вісконсін (Ср.)               |
| 3     | 47    | Френк Кендрік    | F    | США          | Голден-Стейт Ворріорс                                        | Пердью (Ср.)                  |
| 3     | 49    | Ерл Вільямс      | F/C  | США          | Фінікс Санз (від Вашингтон)[l]                               | Winston-Salem State (Ср.)     |
| 3     | 52    | Боббі Вілсон     | G    | США          | Чикаго Буллз                                                 | Вічита Стейт (Ср.)            |
| 4     | 56    | Мікі Джонсон     | F    | США          | Портленд Трейл-Блейзерс                                      | Aurora (Ср.)                  |
| 4     | 63    | Берні Гарріс     | F    | США          | Баффало Брейвз                                               | Virginia Commonwealth (Ср.)   |
| 4     | 66    | Стен Вашингтон   | G    | США          | Вашингтон Буллетс                                            | Сан-Дієго Стейт (Ср.)         |
| 5     | 77    | Оуен Веллс       | F    | США          | Х'юстон Рокетс                                               | Детройт (Ср.)                 |
| 5     | 80    | Дін Толсон       | F    | США          | Сіетл Суперсонікс                                            | Арканзас (Ср.)                |
| 5     | 82    | Ед Сірсі         | F    | США          | Нью-Орлінс Джаз                                              | Сент Джонс (Ср.)              |
| 5     | 86    | Грег Джексон     | G    | США          | Нью-Йорк Нікс                                                | Guilford (Ср.)                |
| 5     | 89    | Бен Клайд        | F    | США          | Бостон Селтікс                                               | Флорида Стейт (Ср.)           |
| 6     | 92    | Деніел Андерсон  | G    | США          | Портленд Трейл-Блейзерс                                      | УПК (Ср.)                     |
| 6     | 98    | Ворделл Джексон  | F    | США          | Сіетл Суперсонікс                                            | Огайо Стейт (Ср.)             |
| 7     | 115   | Грег Лі          | G    | США          | Атланта Гокс                                                 | УКЛА (Ср.)                    |
| 9     | 145   | Перрі Ворбінгтон | G    | США          | Філадельфія Севенті-Сіксерс                                  | Georgia Southern (Ср.)        |
| 9     | 154   | Кен Бойд         | F    | США          | Нью-Орлінс Джаз                                              | Бостонський університет (Ср.) |
| 9     | 160   | Ел Скіннер       | G    | США          | Бостон Селтікс                                               | Массачусетс (Ср.)             |
| 10    | 169   | Род Дерлайн      | G    | США          | Сіетл Суперсонікс                                            | Сіетл (Ср.)                   |
| 10    | 175   | Білл Лайгон      | G    | США          | Детройт Пістонс                                              | Вандербілт (Ср.)              |

## Обміни
- a 1 2  У день драфту Сіетл Суперсонікс придбали драфт-пік першого раунду від Клівленд Кавальєрс в обмін на Діка Снайдера і драфт-пік першого раунду.[12] Сонікс використали цей драфт-пік, щоб вибрати Томмі Берлесона. Кавальєрс використали цей драфт-пік, щоб вибрати Кемпі Расселла.
- b  On 20 травня 1974, Атланта Гокс придбав Боба Кауффмана, Діна Мемінгера, 10-й пік, драфт-пік першого раунду 1975 року, драфт-піки в другому раунді 1975 і 1976 років, and драфт-пік третього раунду 1980 року від Нью-Орлінс Джаз в обмін на Піта Маравіча.[13] Гокс використали цей драфт-пік, щоб вибрати Майка Соджорнера.
- c  У день драфту Чикаго Буллз придбали драфт-пік першого раунду від Нью-Йорк Нікс в обмін на Говарда Портера і драфт-пік другого раунду 1975 року.[14] Буллз використали цей драфт-пік, щоб вибрати Моріса Лукаса.
- d  31 серпня 1972, Лос-Анджелес Лейкерс придбав драфт-пік другого раунду від Клівленд Кавальєрс в обмін на Джима Клімонса.[15] Лейкерс використали цей драфт-пік, щоб вибрати Біллі Найта.
- e  23 серпня 1973, Вашингтон Буллетс (як Кепітал Буллетс) придбали пік другого раунду від Лос-Анджелес Лейкерс в обмін на Стена Лава.[16] Перед тим Лейкерс придбали цей драфт-пік 19 вересня 1972, від Фінікс Санз в обмін на Пола Стовалла.[17] Буллетс використали цей драфт-пік, щоб вибрати Трака Робінсона.
- f  10 вересня 1973, Чикаго Буллз придбали Джона Гаммера і драфт-пік другого раунду від Баффало Брейвз в обмін на Гара Герда, Кевіна Каннерта і драфт-пік другого раунду 1975 року.[18] Буллз використали цей драфт-пік, щоб вибрати Ліона Бенбоу.
- g  30 жовтня 1973, Фінікс Санз придбали Кіта Еріксона і драфт-пік другого раунду від Лос-Анджелес Лейкерс в обмін на Конні Гокінса.[19] Санз використали цей драфт-пік, щоб вибрати Фреда Сондерса.
- h  14 жовтня 1973, Портленд Трейл-Блейзерс придбав драфт-пік другого раунду від Чикаго Буллз в обмін на Ріка Еделмена.[20] Блейзерс використали цей драфт-пік, щоб вибрати Філа Лампкіна.
- i  11 вересня 1972, Портленд Трейл-Блейзерс придбали драфт-пік другого раунду від Філадельфія Севенті-Сіксерс як компенсацію за підписання Гарі Грегора як вільного агента.[21] Перед тим Севенті Сіксерс придбали драфт-пік та майбутній можливий пік (Севенті Сіксерс придбали Джона Блока 28 липня 1972) 13 грудня 1971, від Мілвокі Бакс в обмін на Валі Джонса.[17] Блейзерс використали цей драфт-пік, щоб вибрати Рубіна Коллінса.
- j  24 жовтня 1972, Клівленд Кавальєрс придбали драфт-пік третього раунду від Портленд Трейл-Блейзерс в обмін на Чарлі Девіса.[22] Кавальєрс використали цей драфт-пік, щоб вибрати Футса Вокера.
- k  26 січня 1973, Філадельфія Севенті-Сіксерс придбали Тома Ван Арсдейла драфт-пік третього раунду від Канзас Сіті Омаха Кінгс в обмін на Джона Блока.[23] Севенті Сіксерс використали цей драфт-пік, щоб вибрати Гарві Кетчінгса.
- l  9 жовтня 1973, Фінікс Санз придбали піки третього раунду 1974 and 1975 від Вашингтон Буллетс (як Кепітал Буллетс) в обмін на Волта Веслі.[24] Санз використали цей драфт-пік, щоб вибрати Ерла Вільямса.

## Нотатки
^ 1: Незважаючи на те, що Джон Шумейт був четверокурсником, він мав право ще на один рік навчання в коледжі через те, що пропустив другий курс через хворобу. Проте він вирішив подавати свою кандидатуру на драфт.

^ 2: Кіт Вілкс змінив своє ім'я на Джамал Абдул-Латфі перед початком сезону. Проте він зберіг своє прізвище для НБА та відомий як Джамал Вілкс.